# Сакр II бин Халид
Шейх Сакр бин Халид аль-Касими (? — 1914) — правитель эмирата Шарджа (1883—1914). Он взял под свой контроль Шарджу в результате переворота во время отсутствия своего дяди, Селима бин Султана аль-Касими, и правил как Шарджой, так и Рас-эль-Хаймой с 1900 года до своей смерти в 1914 году.

## Наследование
Сын Халида I бин Султана, эмира Шарджи (1866—1868). Сакр бин Халид остался во главе Шарджи, когда его непопулярный дядя, Селим бин Султан (1868—1883), отправился в Рас-эль-Хайму и воспользовался возможностью захватить власть в городе. Его быстро поддержали правители Рас-эль-Хаймы, Умм-Аль-Кайвайна, Аджмана и Дубая. Укрепив свое положение, он назначил пенсию бывшему правителю Селиму бин Султану аль-Касими, которая гарантировала ему ежегодную выплату, а также сохранение его собственности в Шардже и главенство над островом Абу-Муса. Были проблемы как с поведением Селима, так и с выплатой Сакром пенсии, кульминацией которой стала встреча в Аджмане в 1884 году с председателем британского резидента, на которой было достигнуто соглашение о восстановлении пенсии.

## Борьба с сепаратистами
Позднее в 1884 году Сакр бин Халид попытался вернуть под контроль Шарджи Аль-Хамрию, пригласив вождя Сайфа бин Абдулрахмана навестить его в Шардже и одновременно отправив брата Сайфа, Мухаммеда бин Абдулрахмана, захватить власть в Аль-Хамрии. На следующий день Сайф вернулся в Хамрию и быстро изгнал оттуда своего брата Мухаммеда.
Еще одна попытка отделения была предпринята, на этот раз в Рас-эль-Хайме, и Сакр бин Халид помог своему двоюродному брату Хумаиду бин Абдале аль-Касими в декабре 1885 года вновь захватить деревню Шаам к северу от Рас-эль-Хаймы. Затем деревню уговорили выплатить штраф в размере 1600 талеров Марии Терезии.
Бывший правитель Шарджи Селим бин Султан продолжал плести заговор против Сакра бин Халида, совершив неудачную высадку в Аджмане в 1886 году и снова пытаясь заручиться поддержкой эмирата Дубай, чтобы свергнуть с престола Сакра в 1888 году, в котором он также потерпел неудачу. Организовав нападение на Шарджу в следующем году, Селим бин Султан не смог его осуществить и в конце концов примирился с Сакром, став его вазиром (советником).

## Передача Рас-эль-Хаймы
2 августа 1900 года Шейх Хумайд бин Абдаллах аль-Касими из Рас-эль-Хаймы был парализован инсультом, и Сакр, не встретив сопротивления, подчинил своей власти этот эмират. Сначала он поставил своего двоюродного брата, а затем, через несколько месяцев, назначил своего сына Халида вали (губернатором) Рас-эль-Хаймы.
Хамрия продолжала бороться за подтверждение своей независимости от Шарджи и, по случаю визита лорда Керзона в 1903 году, попыталась добиться признания от англичан в качестве отдельного государства. Эта попытка не увенчалась успехом, и после смерти Сайфа бин Абдулрахмана последовала кровопролитная борьба за пост главы города.
Сакр не был популярным правителем, и в 1904 году ему удалось пережить еще одну попытку свергнуть его с трона своим дядей Селимом бин Султаном. Однако он правил Шарджой ещё десять лет, до самой своей смерти в 1914 году.
Селим бин Султан стал вали Рас-эль-Хаймы в 1910 году, и хотя Сакр номинально оставался правителем эмирата, Селим укрепил свою власть и был практически независим.